# Spielvereinigung Bayreuth 1974-1975
Questa voce raccoglie le informazioni riguardanti la Spielvereinigung Bayreuth nelle competizioni ufficiali della stagione 1974-1975.

## Stagione
Nella stagione 1974-1975 il Bayreuth, allenato da Jenő Vincze e Gerhard Happ, concluse il campionato di 2. Bundesliga al 9º posto. In Coppa di Germania il Bayreuth fu eliminato al primo turno dallo Schalke 04.

## Rosa
| N. |                      | Ruolo | Calciatore           |
| -- | -------------------- | ----- | -------------------- |
|    | Germania (bandiera)  | P     | Wolfgang Mahr        |
|    | Germania (bandiera)  | P     | Adolf Ruff           |
|    | Germania (bandiera)  | P     | Norbert Schumbrutzki |
|    | Germania (bandiera)  | D     | Harald Bleckert      |
|    | Germania (bandiera)  | D     | Günter Bruchner      |
|    | Germania (bandiera)  | D     | Wolfgang Kauper      |
|    | Germania (bandiera)  | D     | Günther Klinkisch    |
|    | Germania (bandiera)  | D     | Manfred Lucas        |
|    | Germania (bandiera)  | C     | Klaus Brand          |
|    | Germania (bandiera)  | C     | Wolfgang Breuer      |
|    | Rep. Ceca (bandiera) | C     | Bruno Dvorak         |

| N. |                     | Ruolo | Calciatore          |
| -- | ------------------- | ----- | ------------------- |
|    | Germania (bandiera) | C     | Siegfried Grimm     |
|    | Germania (bandiera) | C     | Herbert Heidenreich |
|    | Germania (bandiera) | C     | Norbert Hofmann     |
|    | Germania (bandiera) | C     | Herbert Horn        |
|    | Germania (bandiera) | C     | Rolf Kaul           |
|    | Germania (bandiera) | A     | Manfred Größler     |
|    | Germania (bandiera) | A     | Herbert Liedtke     |
|    | Germania (bandiera) | A     | Kurt Persau         |
|    | Germania (bandiera) | A     | Peter Sichmann      |
|    | Germania (bandiera) | A     | Uwe Sommerer        |

## Organigramma societario
Area tecnica
- Allenatore: Gerhard Happ
- Allenatore in seconda:
- Preparatore dei portieri:
- Preparatori atletici:

## Calciomercato

### Sessione estiva
| Acquisti | Acquisti        | Acquisti         | Acquisti |
| R.       | Nome            | da               | Modalità |
| -------- | --------------- | ---------------- | -------- |
| C        | Wolfgang Breuer | Wacker Innsbruck |          |
| A        | Peter Sichmann  | Bayer Leverkusen |          |

| Cessioni | Cessioni         | Cessioni         | Cessioni |
| R.       | Nome             | a                | Modalità |
| -------- | ---------------- | ---------------- | -------- |
| C        | Wolfgang Böhni   | Waldhof Mannheim |          |
| A        | Christian Rother | Schweinfurt 05   |          |

### Sessione invernale
| Acquisti | Acquisti | Acquisti | Acquisti |
| R.       | Nome     | da       | Modalità |
| -------- | -------- | -------- | -------- |

| Cessioni | Cessioni | Cessioni | Cessioni |
| R.       | Nome     | a        | Modalità |
| -------- | -------- | -------- | -------- |

## Risultati

### 2. Bundesliga

#### Girone di andata
| Arbitro: | Dreher |

|                    |           |                  |
| Größler 78’ (rig.) | Marcatori | 18’, 84’ Dussier |

| Arbitro: | Linn |

|                                 |           |                    |
| Erhart 17’ Weinkauff 84’ (rig.) | Marcatori | 75’ (aut.) Pudelko |

| Arbitro: | Röder |

|             |           |             |
| Größler 28’ | Marcatori | 36’ Gutzeit |

| Arbitro: | Kettenbach |

|            |           |  |
| Johann 78’ | Marcatori |  |

| Arbitro: | Hofmeister |

|                                  |           |             |
| Breuer 27’ Größler 73’ Brand 87’ | Marcatori | 44’ Walitza |

| Arbitro: | Pfleiderer |

|                       |           |              |
| Bartels 9’ Sebert 43’ | Marcatori | 90’ Sichmann |

| Bayreuth 14 settembre 1974, ore 15:00 CET 7ª giornata | Bayreuth | 0 – 0 referto | Darmstadt | Hans-Walter-Wild Stadion (6 500 spett.)\| Arbitro: \| Kammann \| |
| Arbitro:                                              | Kammann  |               |           |                                                                  |

| Arbitro: | Langhans |

|              |           |           |
| Skrotzki 18’ | Marcatori | 13’ Brand |

| Arbitro: | Schumann |

|             |           |  |
| Hofmann 19’ | Marcatori |  |

| Arbitro: | Nützel |

|                        |           |  |
| Keller 3’ Bierofka 90’ | Marcatori |  |

| Arbitro: | Nickel |

|                                              |           |             |
| Magath 6’ Traser 35’ Fazlić 58’ Hähnchen 87’ | Marcatori | 67’ Liedtke |

| Arbitro: | Greiner |

|                    |           |  |
| Lucas 35’ Horn 60’ | Marcatori |  |

| Arbitro: | Hofmeister |

|                 |           |             |
| Bopp 68’ (rig.) | Marcatori | 11’ Größler |

| Bayreuth 9 novembre 1974, ore 15:00 CET 14ª giornata | Bayreuth | 0 – 0 referto | Kickers Stoccarda | Hans-Walter-Wild Stadion (4 000 spett.)\| Arbitro: \| Hellwig \| |
| Arbitro:                                             | Hellwig  |               |                   |                                                                  |

| Arbitro: | Ferro |

|                                    |           |  |
| Killmaier 61’ Jörg 74’ Weixler 75’ | Marcatori |  |

| Arbitro: | Hoch |

|                                             |           |  |
| März 1’ Hohenwarter 29’ Scheller 39’ (rig.) | Marcatori |  |

| Arbitro: | Biwersi |

|                                 |           |  |
| Sommerer 47’ Größler 73’ (rig.) | Marcatori |  |

| Arbitro: | Leist |

|  |           |                        |
|  | Marcatori | 46’ Breuer 55’ Größler |

| Arbitro: | Joos |

|                                      |           |  |
| Größler 16’ (rig.), 85’ Sommerer 22’ | Marcatori |  |

#### Girone di ritorno
| Arbitro: | Leonhard |

|             |           |             |
| Dussier 58’ | Marcatori | 36’ Größler |

| Arbitro: | Messmer |

|                                                          |           |           |
| Größler 22’ (rig.) Heidenreich 36’ Sommerer 70’ Horn 77’ | Marcatori | 19’ Michl |

| Arbitro: | Hellwig |

|                                                    |           |            |
| Trenkel 12’ Berger 42’ Hoffmann 61’, 70’ Fuchs 89’ | Marcatori | 60’ Dvorak |

| Arbitro: | Steigele |

|                   |           |  |
| Sommerer 26’, 90’ | Marcatori |  |

| Arbitro: | Walz |

|                   |           |              |
| Rüsing 74’ (rig.) | Marcatori | 20’ Sichmann |

| Arbitro: | Pfleiderer |

|                  |           |           |
| Sichmann 8’, 15’ | Marcatori | 44’ Adler |

| Arbitro: | Ferro |

|                                                            |           |           |
| Schmaltz 24’ Bechtold 33’ (rig.) Drexler 54’ Dörenberg 62’ | Marcatori | 66’ Grimm |

| Arbitro: | Ross |

|            |           |                                        |
| Breuer 35’ | Marcatori | 47’, 73’ Boden 67’ Seubert 74’ Aumeier |

| Hof (Baviera) 22 marzo 1975, ore 15:00 CET 28ª giornata | Bayern Hof | 0 – 0 referto | Bayreuth | Stadion Grüne Au (13 000 spett.)\| Arbitro: \| Hofmeister \| |
| Arbitro:                                                | Hofmeister |               |          |                                                              |

| Arbitro: | Kammann |

|                         |           |               |
| Breuer 21’ Sommerer 34’ | Marcatori | 82’ Kohlhäufl |

| Arbitro: | Scheffner |

|                          |           |                       |
| Sichmann 44’ Hofmann 58’ | Marcatori | 81’ Traser 87’ Magath |

| Arbitro: | Boos |

|              |           |                                               |
| Hartmann 60’ | Marcatori | 12’ Größler 27’ Breuer 65’, 78’, 90’ Sichmann |

| Arbitro: | Greiner |

|                          |           |  |
| Hofmann 22’ Sichmann 50’ | Marcatori |  |

| Arbitro: | Wohlfarth |

|                   |           |  |
| Redl 46’ Haug 77’ | Marcatori |  |

| Arbitro: | Langhans |

|                      |           |               |
| Brand 64’ Breuer 86’ | Marcatori | 76’ Schnurrer |

| Arbitro: | Scheffner |

|                                          |           |           |
| Sichmann 65’ Breuer 81’, 83’ Liedtke 90’ | Marcatori | 74’ Klier |

| Arbitro: | Eichhorn |

|          |           |                                    |
| Mall 82’ | Marcatori | 57’ Breuer 67’ Lucas 71’ Klinkisch |

| Bayreuth 8 giugno 1975, ore 15:00 CET 37ª giornata | Bayreuth   | 0 – 0 referto | Wormatia Worms | Hans-Walter-Wild Stadion (3 200 spett.)\| Arbitro: \| Pfleiderer \| |
| Arbitro:                                           | Pfleiderer |               |                |                                                                     |

| Arbitro: | Nickel |

|               |           |  |
| Leunissen 45’ | Marcatori |  |

### Coppa di Germania
| Arbitro: | Huster |

|              |           |                         |
| Sichmann 62’ | Marcatori | 77’ Kremers 88’ Fischer |

## Statistiche

### Statistiche di squadra
| Competizione      | Punti | In casa | In casa | In casa | In casa | In casa | In casa | In trasferta | In trasferta | In trasferta | In trasferta | In trasferta | In trasferta | Totale | Totale | Totale | Totale | Totale | Totale | DR |
| Competizione      | Punti | G       | V       | N       | P       | Gf      | Gs      | G            | V            | N            | P            | Gf           | Gs           | G      | V      | N      | P      | Gf     | Gs     | DR |
| ----------------- | ----- | ------- | ------- | ------- | ------- | ------- | ------- | ------------ | ------------ | ------------ | ------------ | ------------ | ------------ | ------ | ------ | ------ | ------ | ------ | ------ | -- |
| 2. Bundesliga     | 40    | 19      | 12      | 5       | 2       | 34      | 15      | 19           | 3            | 5            | 11           | 19           | 35           | 38     | 15     | 10     | 13     | 53     | 50     | +3 |
| Coppa di Germania | -     | 1       | 0       | 0       | 1       | 1       | 2       | 0            | 0            | 0            | 0            | 0            | 0            | 1      | 0      | 0      | 1      | 1      | 2      | -1 |
| Totale            | 40    | 20      | 12      | 5       | 3       | 35      | 17      | 19           | 3            | 5            | 11           | 19           | 35           | 39     | 15     | 10     | 14     | 54     | 52     | +2 |

### Andamento in campionato
| Giornata  | 1  | 2  | 3  | 4  | 5  | 6  | 7  | 8  | 9  | 10 | 11 | 12 | 13 | 14 | 15 | 16 | 17 | 18 | 19 | 20 | 21 | 22 | 23 | 24 | 25 | 26 | 27 | 28 | 29 | 30 | 31 | 32 | 33 | 34 | 35 | 36 | 37 | 38 |
| --------- | -- | -- | -- | -- | -- | -- | -- | -- | -- | -- | -- | -- | -- | -- | -- | -- | -- | -- | -- | -- | -- | -- | -- | -- | -- | -- | -- | -- | -- | -- | -- | -- | -- | -- | -- | -- | -- | -- |
| Luogo     | C  | T  | C  | T  | C  | T  | C  | T  | C  | T  | T  | C  | T  | C  | T  | T  | C  | T  | C  | T  | C  | T  | C  | T  | C  | T  | C  | T  | C  | C  | T  | C  | T  | C  | C  | T  | C  | T  |
| Risultato | P  | P  | N  | P  | V  | P  | N  | N  | V  | P  | P  | V  | N  | N  | P  | P  | V  | V  | V  | N  | V  | P  | V  | N  | V  | P  | P  | N  | V  | N  | V  | V  | P  | V  | V  | V  | N  | P  |
| Posizione | 14 | 18 | 18 | 18 | 16 | 16 | 13 | 14 | 13 | 15 | 17 | 15 | 13 | 13 | 15 | 17 | 16 | 15 | 13 | 13 | 11 | 13 | 11 | 10 | 10 | 11 | 12 | 12 | 12 | 10 | 10 | 9  | 11 | 9  | 9  | 8  | 9  | 9  |

Legenda:

Luogo: C = Casa; T = Trasferta. Risultato: V = Vittoria; N = Pareggio; P = Sconfitta.

### Statistiche dei giocatori
| Giocatore       | 2. Bundesliga | 2. Bundesliga | 2. Bundesliga | 2. Bundesliga | Coppa di Germania | Coppa di Germania | Coppa di Germania | Coppa di Germania | Totale   | Totale | Totale      | Totale     |
| Giocatore       | Presenze      | Reti          | Ammonizioni   | Espulsioni    | Presenze          | Reti              | Ammonizioni       | Espulsioni        | Presenze | Reti   | Ammonizioni | Espulsioni |
| --------------- | ------------- | ------------- | ------------- | ------------- | ----------------- | ----------------- | ----------------- | ----------------- | -------- | ------ | ----------- | ---------- |
| H. Bleckert     | 13            | 0             | 0             | 0             | 0                 | 0                 | 0                 | 0                 | 13       | 0      | 0           | 0          |
| K. Brand        | 24            | 3             | 1             | 0             | 1                 | 0                 | 0                 | 0                 | 25       | 3      | 1           | 0          |
| W. Breuer       | 35            | 9             | 3             | 0             | 1                 | 0                 | 0                 | 0                 | 36       | 9      | 3           | 0          |
| G. Bruchner     | 28            | 0             | 0             | 0             | 1                 | 0                 | 0                 | 0                 | 29       | 0      | 0           | 0          |
| B. Dvorak       | 5             | 1             | 0             | 0             | 0                 | 0                 | 0                 | 0                 | 5        | 1      | 0           | 0          |
| S. Grimm        | 35            | 1             | 3             | 0             | 0                 | 0                 | 0                 | 0                 | 35       | 1      | 3           | 0          |
| M. Größler      | 33            | 11            | 5             | 0             | 1                 | 0                 | 0                 | 0                 | 34       | 11     | 5           | 0          |
| H. Heidenreich  | 21            | 1             | 0             | 0             | 0                 | 0                 | 0                 | 0                 | 21       | 1      | 0           | 0          |
| N. Hofmann      | 26            | 3             | 0             | 0             | 1                 | 0                 | 0                 | 0                 | 27       | 3      | 0           | 0          |
| H. Horn         | 38            | 2             | 2             | 0             | 1                 | 0                 | 0                 | 0                 | 39       | 2      | 2           | 0          |
| R. Kaul         | 36            | 0             | 7             | 0             | 1                 | 0                 | 0                 | 0                 | 37       | 0      | 7           | 0          |
| W. Kauper       | 3             | 0             | 1             | 0             | 0                 | 0                 | 0                 | 0                 | 3        | 0      | 1           | 0          |
| G. Klinkisch    | 37            | 1             | 3             | 0             | 1                 | 0                 | 0                 | 0                 | 38       | 1      | 3           | 0          |
| H. Liedtke      | 11            | 2             | 0             | 0             | 0                 | 0                 | 0                 | 0                 | 11       | 2      | 0           | 0          |
| M. Lucas        | 38            | 2             | 9             | 0             | 1                 | 0                 | 0                 | 0                 | 39       | 2      | 9           | 0          |
| W. Mahr         | 27            | 0             | 0             | 0             | 1                 | 0                 | 0                 | 0                 | 28       | 0      | 0           | 0          |
| K. Persau       | 6             | 0             | 0             | 0             | 0                 | 0                 | 0                 | 0                 | 6        | 0      | 0           | 0          |
| A. Ruff         | 13            | 0             | 2             | 0             | 0                 | 0                 | 0                 | 0                 | 13       | 0      | 2           | 0          |
| N. Schumbrutzki | 0             | 0             | 0             | 0             | 0                 | 0                 | 0                 | 0                 | 0        | 0      | 0           | 0          |
| P. Sichmann     | 32            | 10            | 1             | 0             | 1                 | 1                 | 0                 | 0                 | 33       | 11     | 1           | 0          |
| U. Sommerer     | 17            | 6             | 0             | 1             | 0                 | 0                 | 0                 | 0                 | 17       | 6      | 0           | 1          |